# Amundsen–Scott déli-sarki kutatóállomás

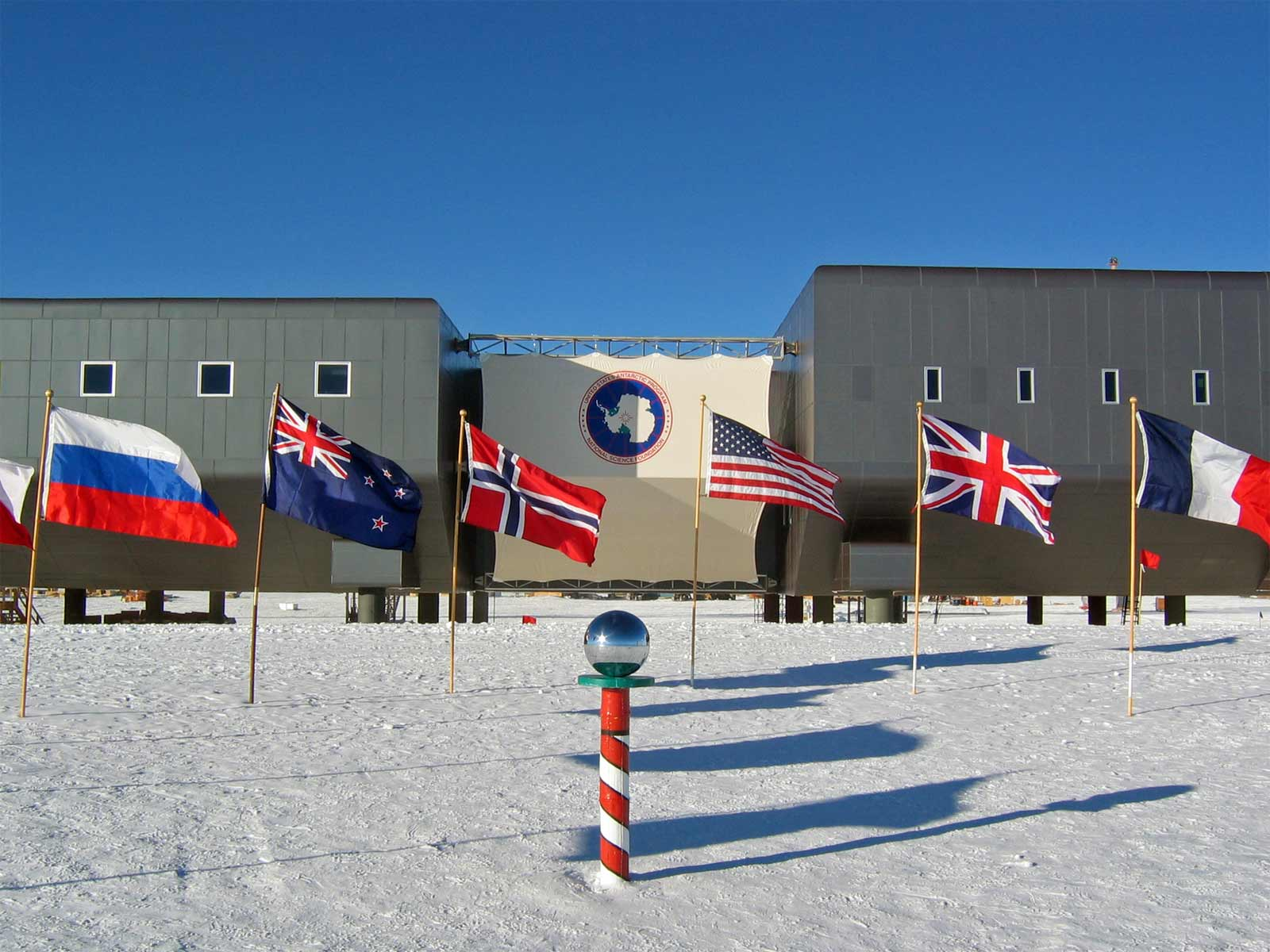
Az állomás 2007-ben. Előtérben a ceremoniális déli-sark az Antarktisz-egyezményt eredetileg aláíró 12 ország zászlajával

Az Amundsen–Scott déli-sarki kutatóállomás (angolul Amundsen–Scott South Pole Station) egy amerikai kutatóbázis a földrajzi Déli-sarkon. Az állomás 2835 méter tengerszint feletti magasságon fekszik az antarktiszi Sarki-fennsíkon, és a Déli-sark első felfedezőiről, Roald Amundsenről és Robert Falcon Scottról kapta a nevét.
Az állomás első változatát az Amerikai Egyesült Államok kormánya építette 1956 novemberében, a nemzetközi geofizikai év keretében tett egyik vállalásaként. Ezen időpont előtt nem volt állandó emberi tartózkodásra alkalmas bázis itt, és az emberi jelenlét is ritka volt még az Antarktisz belső területein, mivel az állomások a tengerpartra települtek. Az Amundsen-Scott állomás folyamatosan lakott a megépülése óta, bár azóta többször átépítették, lebontották majd újra felépítették, kibővítették.
Mivel az állomás a földrajzi Déli-sarkon fekszik, a nappalok és az éjszakák extrém hosszúak, mindegyik 6-6 hónapig tart, márciustól szeptemberig éjszaka, októbertől februárig nappal van, a helyi terminológiával élve tél, illetve nyár.
A téli időszakban nagy hideg (néha alacsonyabb mint −73 °C) van, és ez a nagy szelek és hóviharok ideje is, melyeknek az állomás épülete igencsak ki van téve. Ugyanakkor ez az az időszak, ami a leginkább alkalmas csillagászati megfigyelésekre.
Az állomás személyzetének létszáma különbözik a téli és nyári időszakban. Nyáron akár 200 fő is lakja a bázist, míg télen a létszám 50 fő körülire csökken.

## Éghajlat
A Déli-sarkon a nyár októbertől februárig, a tél februártól októberig tart.
| Hónap                               | Jan.  | Feb.  | Már.  | Ápr.  | Máj.  | Jún.  | Júl.  | Aug.  | Szep. | Okt.  | Nov.  | Dec.  | Év    |
| ----------------------------------- | ----- | ----- | ----- | ----- | ----- | ----- | ----- | ----- | ----- | ----- | ----- | ----- | ----- |
| Rekord max. hőmérséklet (°C)        | −14,0 | −20,0 | −26,0 | −27,0 | −30,0 | −28,8 | −33,0 | −32,0 | −29,0 | −29,0 | −18,0 | −12,3 | −12,3 |
| Átlagos max. hőmérséklet (°C)       | −25,9 | −38,1 | −50,3 | −54,2 | −53,9 | −54,4 | −55,9 | −55,6 | −55,1 | −48,4 | −36,9 | −26,5 | −46,3 |
| Átlagos min. hőmérséklet (°C)       | −29,4 | −42,7 | −57,0 | −61,2 | −61,7 | −61,2 | −62,8 | −62,5 | −62,4 | −53,8 | −40,4 | −29,3 | −52,1 |
| Rekord min. hőmérséklet (°C)        | −41,0 | −57,0 | −71,0 | −75,0 | −78,0 | −82,8 | −80,0 | −77,0 | −79,0 | −71,0 | −55,0 | −38,0 | −82,8 |
| Havi napsütéses órák száma          | 558   | 480   | 217   | 0     | 0     | 0     | 0     | 0     | 60    | 434   | 600   | 589   | 2938  |
| Forrás: Weatherbase Cool Antarctica |       |       |       |       |       |       |       |       |       |       |       |       |       |

## Fordítás
Ez a szócikk részben vagy egészben  az   Amundsen-Scott South Pole Station című angol Wikipédia-szócikk ezen változatának fordításán alapul.  Az eredeti cikk szerkesztőit annak laptörténete sorolja fel. Ez a jelzés csupán a megfogalmazás eredetét és a szerzői jogokat jelzi, nem szolgál a cikkben szereplő információk forrásmegjelöléseként.